# Tanytarsus belairensis
Tanytarsus belairensis är en tvåvingeart som beskrevs av C. John M. Glover 1973. Tanytarsus belairensis ingår i släktet Tanytarsus och familjen fjädermyggor. Inga underarter finns listade i Catalogue of Life.